# Bernard de Montmorillon
Pour les articles homonymes, voir Montmorillon (homonymie).
Bernard de Montmorillon est un professeur de gestion français, né le 1er juin 1950 à Autun (Saône-et-Loire).

## Carrière
Bernard de Montmorillon a étudié au lycée privé Sainte-Geneviève, est diplômé d'HEC (1973), d'une licence d'histoire (1973), du DEA 101 de Paris-Dauphine. Il est docteur d'État en sciences de gestion (1980) et agrégé de sciences de gestion (1982).
Il a enseigné à l'université Nancy-II (1982) puis à l'université de Bourgogne (1984), où il fut notamment directeur de l'IAE. Il enseigne depuis 1990 à Paris-Dauphine, où il a été responsable du DESS 231 Gestion des Ressources humaines (1991-2000) et enseigne notamment à l'Executive MBA de Paris Dauphine. Il a été élu président de l'université Paris-Dauphine le 9 septembre 1999, remplaçant Elie Cohen le 19 octobre de la même année. Laurent Batsch lui a succédé le 16 mai 2007.